# Trichopria platythoracis
Trichopria platythoracis is een vliesvleugelig insect uit de familie van de Diapriidae. De wetenschappelijke naam van de soort is voor het eerst geldig gepubliceerd in 1959 door Szabó.